# Finnmark
 Ovo je glavno značenje pojma Finnmark. Za valutu pogledajte Finska marka (valuta).
Finnmark( [▶]sjevernolaponski: Finnmárkku) je okrug na krajnjem sjeveroistoku Norveške, koji se graniči s okrugom Troms na zapadu, Finskom (Lapland) na jugu i Rusijom (Murmanska oblast) na istoku. Okrug je nekada bio poznat pod nazivom Vardøhus amt. Finnmark graniči s Norveškim (Atlantski ocean) na sjeverozapadu, a na sjeveru i sjeveroistoku s Barentsovim morem (Arktički ocean). Finnmark je također dio laponske regije, koja se prostire kroz četiri države, kao i Barentsove regije. To je najveći i najrjeđe naseljeni okrug Norveške. Smješten je na sjeveru države, gdje se Norveška okreće na istok, te je zato Finnmark uvijek bio mjesto gdje se istok sreće sa zapadom - u prirodi kao i u kulturi.

## Ime
Ime znači doslovno "Finska marka" tj. rubno područje naseljeno Fincima. No, ovo područje tradicionalno ne naseljavaju uopće Finci nego Laponci. Laponski i finski jezik spadaju u istu jezičnu skupinu. Laponci sebe nazivaju Sámi a Finci sebe Suomi pa su dugo vremena oni smatrani istim narodom. Stari nordijski naziv za ovu regiju je bio Finnmǫrk.

## Općine
| 1. Alta 2. Berlevåg 3. Båtsfjord 4. Gamvik 5. Hammerfest 6. Hasvik 7. Kárášjohka - Karasjok 8. Guovdageaidnu - Kautokeino 9. Kvalsund 10. Lebesby 11. Loppa 12. Måsøy 13. Unjárga - Nesseby 14. Nordkapp 15. Porsanger, Porsángu ili Porsanki 16. Sør-Varanger 17. Deatnu - Tana 18. Vadsø 19. Vardø |

## Vanjske poveznice
- Stone age in Finnmark
- Finnmark county administration
- Bioone online Journal: Vegetation changes in the Nordic Mountain Birch Forest: the influence of grazing and climate change
- northcape.no - history and culture of the North Cape area  Arhivirana inačica izvorne stranice od 23. veljače 2007. (Wayback Machine)